# بایما، میشان
بایما، میشان (به لاتین: Baima) یک شهرک در جمهوری خلق چین است که در بخش دونگپو واقع شده‌است. بایما ۴۵۲ متر بالاتر از سطح دریا واقع شده‌است.